# Vlčí
Vlčí település Csehországban, a Dél-plzeňi járásban. Vlčí Nezdice, Příchovice, Horšice, Týniště, Kbel és Švihov településekkel határos. Lakosainak száma 76 fő (2024. január 1.).

## Népesség
A település lakosságának változását az alábbi diagram mutatja:
| Lakosok száma | 317  | 243  | 282  | 170  | 118  | 69   | 61   | 71   | 73   | 76   |
|               | 1869 | 1900 | 1921 | 1961 | 1980 | 2011 | 2016 | 2019 | 2021 | 2024 |